# Jasper Heusinkveld
Jasper Heusinkveld (* 24. Dezember 1988 in Doetinchem, Gelderland) ist ein ehemaliger niederländischer Fußballspieler.

## Karriere
Von 2009 bis 2013 stand Heusinkveld bei den Go Ahead Eagles aus Deventer unter Vertrag; seither spielt der Torhüter für die erste Mannschaft von BV De Graafschap aus Doetinchem, zunächst in der Eerste Divisie und nach dem Aufstieg 2015 in der Eredivisie.